# Proceleustis paraphracta
Proceleustis paraphracta är en fjärilsart som beskrevs av Edward Meyrick 1914. Proceleustis paraphracta ingår i släktet Proceleustis och familjen plattmalar. Inga underarter finns listade i Catalogue of Life.